# Ärztinnen (Film)
Ärztinnen ist ein deutscher Spielfilm aus dem DEFA-Studio für Spielfilme von Horst Seemann aus dem Jahr 1984 nach dem gleichnamigen Bühnenstück von Rolf Hochhuth aus dem Jahr 1980.

## Handlung
Die in der Forschungsabteilung eines großen Pharmaziekonzerns beschäftigte Ärztin Dr. Lydia Kowalenko, erhält von ihrem Chef Dr. Böblinger den Auftrag zu vertuschen, dass ein dort produziertes Präparat in einem nicht einwandfreien Zustand ausgeliefert wurde. Doch sie weigert sich und verliert daraufhin ihre Arbeit. Anders ihre Tochter, die Ärztin Dr. Katia Michelsberg, die ohne Skrupel in einem Krankenhaus Versuche zu Forschungszwecken an Menschen durchführt, die aus anderen Gründen bei ihr auf dem Operationstisch liegen.
Thomas ist der Sohn von Katia Michelsberg und dem Allgemeinmediziner Dr. Werner Michelsberg, die geschieden sind, und bereitet sich auf das Medizinstudium vor. Während einer Fahrt mit seinem Mofa findet er eine verletzte junge Frau, die von ihrem Pferd abgeworfen wurde. Mit Hilfe seines Vaters wird sie in die Klinik seiner Mutter geschafft und von dieser operiert. Während des Eingriffs wird der Patientin ein Stück Gewebe der Lunge für Versuche entnommen. Es besteht der Verdacht, dass dadurch ihr Tod verursacht wurde, weshalb eine Anklageerhebung und ein Gerichtsverfahren drohen, was Katias Chef und Liebhaber jedoch verhindern kann.
Thomas (Tom) macht in der Pathologie des Krankenhauses, in dem seine Mutter arbeitet, ein Praktikum. In dem Zusammenhang kommt er hinter die unsauberen Methoden, die hier praktiziert werden und er entdeckt auch die Leiche der toten Reiterin. Da er selbst bei ihrer Einlieferung zugegen war, weiß er, dass sie sich nicht in einem lebensbedrohlichen Zustand befand und stellt seiner Mutter kritische Fragen.
Lydia Kowalenko erhält auf Grund von Beziehungen eine neue Anstellung in einem Pharmazieunternehmen. Jetzt ist sie schon eher zu Kompromissen bereit, passt sich den branchenüblichen Geschäftspraktiken an. Während eines Ärztekongresses in Stockholm treffen sich alle Beteiligten und Dr. Böblinger offenbart Lydia, dass er wieder ihr Chef ist, denn sein Konzern hat ihren jetzigen Arbeitgeber aufgekauft.
Thomas Michelsberg macht mit seinen Freunden einen Busausflug nach Österreich. Durch einen Unfall werden die dabei verletzten Businsassen in ein Krankenhaus eingeliefert. Tom verstirbt in der Klinik, möglicherweise nach der Transfusion eines neuen, noch ungenügend erprobten Präparates für künstliches Blut.

## Produktion
Ärztinnen wurde von der Künstlerischen Arbeitsgruppe „Babelsberg“ mit Unterstützung durch die West-Berliner Manfred Durniok Filmproduktion, Sveriges Television und Monopolfilm Zürich auf ORWO-Color gedreht und hatte seine Uraufführung am 19. Januar 1984 im Berliner Kino Kosmos. Ab 25. Mai 1984 lief der Film in Kinos der Bundesrepublik und am 28. März 1986 wurde er im 1. Programm des Fernsehens der DDR gezeigt.
Das Szenarium stammte ebenfalls von Horst Seemann und die Dramaturgie lag in den Händen von Peter Wuss.

## Kritik
Für Helmut Ullrich von der Neuen Zeit  ging es dem Regisseur und Drehbuchautor Horst Seemann vor allem um die filmgerechte Aufbereitung der Bühnenvorlage. Dabei hat er aber auch weitgehend entfernt, was Hochhuths Stück an dramatischem Pathos, an Sentimentalitäten und sogar Kolportageelementen enthält. Weiterhin hat er auch einiges an den Personen und Vorgängen verändert, wobei besonders die Figur des Tom stärker hervorgehoben wurde.
Günter Sobe fragt in der Berliner Zeitung, ab wann Karrierebezogenheit und Erfolgsdenken dem Menschlichen im Wege steht. Der Film ist ein Angebot, über das man nicht einfach hinwegsehen sollte, denn man kann sich auf die Dialoge, eines nach herkömmlich erprobten dramaturgischen Regeln gebauten Dramas stützen, pointierter, gründlicher und weitergreifend formuliert als gemeinhin in Drehbüchern üblich.
Im Neuen Deutschland findet Horst Knietzsch, dass in diesem Film die Regie sowie die Darsteller grobe Konturierungen vermeiden, im künstlerischen Detail sind sie um Wahrhaftigkeit bemüht, und dadurch gewinnt er an Schlüssigkeit und Überzeugungskraft.
Im Lexikon des internationalen Films steht, dass der in deutsch-deutscher Zusammenarbeit entstandene melodramatische Film, für das bundesdeutsche Publikum, in seiner kolportagehaften und zugleich genussvollen Schilderung der kapitalistischen Dekadenz, allzu schablonenhaft war. Für DDR-Kinogänger war es sicherlich ein prächtiges Schau- und Schauerstück mit westlichem Flair.

## Auszeichnungen
- 1984: Ärztinnen erhielt das staatliche Prädikat „Wertvoll“[5]
- 1985: Kritikerpreis des Verbandes der Film- und Fernsehschaffenden der DDR an Inge Keller für ihre künstlerische Leistung in Ärztinnen[6]
- 1985: Kritikerpreis des Verbandes der Film- und Fernsehschaffenden der DDR: Bester DEFA-Spielfilm 1984